# Авагян Олександр Беніамінович
Олекса́ндр Беніамі́нович Авагя́н  (12 листопада 1944, Київ — 26 липня 1988, смт Меджибіж Летичівського району Хмельницької області) — український археолог, спелеолог, музикант і поет. Співзасновник української спелеоархеології (скелеїстики), автор першої наукової систематизації давньоукраїнських печерних споруд.

## Археолог і спелеолог
1981 року закінчив історичний факультет Київського педагогічного інституту.
Працював 1981—1984 в Архітектурно-археологічному загоні Інституту археології АН УРСР, 1985—1988 — археологом в Українському спеціалізованому науково-реставраційному проектному інституті.
Авагян — один із засновників української скелеоархеології (скелеїстики). Автор першої наукової систематизації давньоукраїнських печерних споруд, ініціатор та керівник археологічних досліджень Лаврських і Звіринецьких печер, підземних споруд Кирилівської церкви (всі — Київ), Мовчанського монастиря (Сумська область), Острозького замку (Рівненська область), Лівадійського палацу (Ялта).
Проводив розкопки на Подолі в Києві, у Старокостянтинові Хмельницької області, Тульчині Вінницької області, Святогородському монастирі на Волині, у Бахчисараї в ханському палаці, у Феодосії, Луцьку, Кам'янці-Подільському та ін.
Першим дослідив Меджибізьку фортецю. Саме в Меджибожі Авагян трагічно загинув (Олександра по-звірячому вбив його вихованець).
Організував експедиції для дослідження печер «Озерна» та «Оптимістична» біля села Кривче Борщівського району Тернопільської області, в результаті чого було виявлено, що вони — одні з найбільших у світі. На честь Авагяна названо грот у печері «Голубі озера».

## Музикант і поет
1965 року організував рок-ансамбль «Березень». У співавторстві з М. Ніколаєвим і В. Криштофовичем створив рок-оперу «Марія Оранта», до якої увійшли пісні Авагяна «Чумацький шлях», «Ганка», «Мельник», «Чом на склі краплі…».
Пам'яті Авагяна присвячено щорічний всеукраїнський фестиваль авторської пісні «Чумацький шлях».

## Твори
- Чумацький шлях: Пісні. — К., 1993.
- Пыль золотая: Сборник поэзии археологов. — М., 1994.